# Hugo III, conde de Borgoña
Hugo III de Chalon, conde de Borgoña (1220–1266), también conocido como Hugues de Bourgogne, o Hugo de Salins fue conde consorte de Borgoña por su matrimonio con la condesa Adelaida I de Borgoña el 1.º de noviembre de 1236, cuando tenía dieciséis años de edad. Era hijo de Juan, conde de Chalon y su primera esposa, Mahaud (o Mahaut) de Borgoña.
Hugo y Adelaida tuvieron los siguientes hijos:
- Otón (n. 1248)
- Hugo (fl. 1312), señor de Montbrison y Aspremont
- Esteban (m. 1299)
- Reginaldo de Borgoña (m. 1322), conde de Montbéliard por su matrimonio con Guillemette de Neufchâtel
- Enrique
- Juan (m. 1302), señor de Montaigu
- Alicia (Alix), monja en la abadía de Fontevraut
- Isabel (m. 1275), casada con el conde Armando V de Kibourg
- Hipólita, señora de Saint-Vallier, casada con el conde Aymar IV de Poitiers y Diois
- Guyona de Borgoña (m. 1316), casada con Tomás III de Piamonte
- Margarita, monja en Fontevraut
- Inés, señora de Saint-Aubin, casada con el conde Felipe II de Vienne, señior de Pagny

La esposa de Hugo III se casó con Felipe, conde de Saboya un año después de su muerte y le sucedió como conde Otón, uno de los hijos que tuvo con Hugo.

## Fuente
- Esta obra contiene una traducción  derivada de «Hugues de Chalon (1220-1266)» de Wikipedia en francés, publicada por sus editores bajo la Licencia de documentación libre de GNU y la Licencia Creative Commons Atribución-CompartirIgual 4.0 Internacional.

| Predecesor: Otón III Conde titular | Conde de Borgoña TITULAR: Adelaida 1248–1266 | Sucesor: Felipe Conde consorte |

- Datos: Q1635933
- Multimedia: Hugh of Châlon, Count of Burgundy / Q1635933